# Heinrich Dusemer
Heinrich Dusemer von Arfberg (° vers 1280, † 1353 à Bratian), est le vingt-et-unième grand maître (magister generalis) de l’ordre Teutonique de 1345 à 1351.

## Biographie
Originaire de Souabe, Heinrich Dusemer von Arfberg rejoint l'ordre Teutonique en 1311. Comme chevalier, il combat les Lituaniens. La légende prétend qu'il a fréquemment personnellement affronté le grand-duc Vytenis. Sa bravoure et ses prouesses au combat, lui valent de progresser rapidement dans la hiérarchie de l'Ordre.
Il est nommé Vogt de Sambie en 1333 et commandeur de Brandeburg en 1334. Un an plus tard, il est nommé Grand-maréchal et commandeur de Königsberg. En 1339, il entre en conflit avec le Grand maître Dietrich von Altenburg et il est dégradé et envoyé à Strasburg. Le Grand maître suivant, Ludolf König von Wattzau le rétabli dans ses fonctions.
Le 13 décembre 1345, le capitulum (Chapitre) de l'Ordre à Marienburg le choisit pour succéder à Ludolf König von Wattzau. Après plusieurs défaites, l'Ordre a besoin d'un chef ayant l'expérience des champs de bataille. Peu de temps après avoir été choisi comme grand maître, Dusemer riposte et attaque la Lituanie. La campagne se solde par la défaite totale de l'armée lituanienne à la bataille de la Strėva, le 2 février 1348.
Mais les chevaliers teutoniques ne profitent pas longtemps de leur victoire. La peste noire qui a atteint la Prusse, les oblige à quitter le pays conquis. Alors que l'Ordre est en mesure de reprendre les hostilités, Dusemer démissionne. Winrich von Kniprode est désigné pour le remplacer. Heinrich Dusemer von Arfberg s'installe à Bratian où il jouera, dès lors, plus aucun rôle important. C'est là qu'il décède en 1353. Il est inhumé dans le mausolée des grands maîtres de l'Ordre, de la chapelle Sainte Anne, au château de Marienbourg.